# Hermann von Friedingen

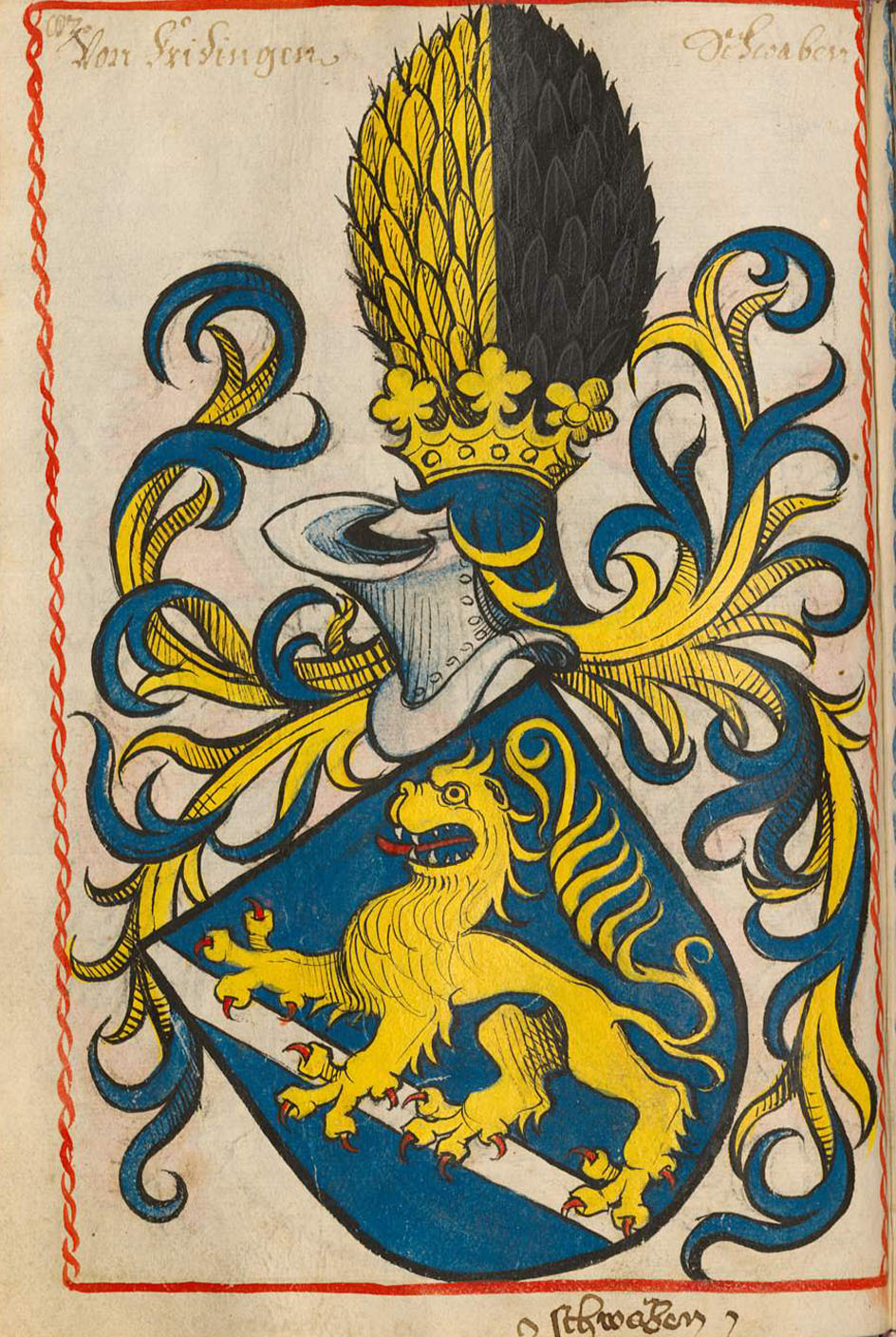
Friedinger Wappen im Scheiblerschen Wappenbuch von 1450

Hermann von Friedingen, auch Hermann II. von Friedingen oder Hermann von Konstanz († 20. November 1189) war von 1183 bis zu seinem Tod 1189 Bischof von Konstanz.

## Familie
Hermann von Friedingen stammte aus der altadligen edelfreien Hegauer Familie der Herren von Friedingen. Die Friedinger waren sechzig Jahre lang die Herren über Radolfzell und mit ihren Vorfahren, die sich noch nicht nach Friedingen nannten, über fünfhundert Jahre lang die Herren über Singen am Hohentwiel. Das Geschlecht verlor im 15. Jahrhundert an Bedeutung.

## Leben
1152 war Hermann II. von Friedingen  Mitglied des Domkapitels und Domherr in Konstanz. 1172 war er Archidiakon, 1175 wurde er zum Dompropst in Konstanz gewählt. 1183 nahm er als Gesandter des Kaisers Friedrich Barbarossa am Konstanzer Reichstag teil. Hermann von Friedingen war ab 1183 Bischof und befand sich des Öfteren im Gefolge des Kaisers, dessen Ehe mit Adela von Vohburg er im März 1153 in Konstanz scheiden musste.
Er wurde unter der Vierung im Dom zu Konstanz beigesetzt.